# شورلت کامارو (نسل پنجم)
شورولت کامارو (نسل پنجم) (Chevrolet Camaro (fifth generation)) خودرویی است که در سال‌ های ۲۰۰۹ تا ۲۰۱۵ در اوشاوا، انتاریو و کانادا تولید شده‌است. طراحی آن خودروهای موتور جلو-محور عقب و در کلاس خودرو عضلانی و پونی کار عرضه می‌شد.